# Bivetiella cancellata
Bivetiella cancellata is een slakkensoort uit de familie Cancellariidae. De wetenschappelijke naam werd in 1767 gepubliceerd door Carl Linnaeus.